# 天狼象徵
天狼象徵（日语：シリウスシンボリ），是日本純種競賽馬匹。生涯活躍於中距離賽事，曾勝出1985年東京優駿（日本打吡）。

## 出賽前
1982年3月26日出生於北海道門別町（今日高町）象徵牧場，所有權歸於牧場負責人和田共弘旗下。
其後交由美浦訓練中心練馬師二本柳俊夫訓練。

## 競賽生涯

### 3歲（現2歲）
1984年9月16日出戰中山競馬場3歲新馬戰，由加藤和宏策騎。比賽開始後，其因漏閘而需要於後方位置追走，所幸比賽途中發揮優秀的實力成功超越前方對手，最終獲得首勝。
其後出戰芙蓉特別，進入直路後因被馬群阻擋，騎師加藤選擇指揮其抽出外檔加速，爆發末腳之下成功以第一名衝線。然而其於直路上外閃的行爲被賽會認爲對後方馬匹造成妨礙，最終於審議過後判處其失格。
10月27日出戰銀杏特別，比賽初段其再次發生慢閘事故，於後方追走下最終未能超越前方的對手，以頸位落敗得第二。
此三場比賽後，由於天狼象徵屢次發生漏閘及犯規的情況，馬主和田共弘認爲事件原因在於騎師加藤經驗不足，因而期望往後的比賽可以由同屬和田旗下之魯鐸象徵之主戰騎師岡部幸雄策騎。然而當時加藤爲隸屬二本柳俊夫馬房旗下的騎師，出於捍衛徒弟的緣由，二本柳極力反對和田的決定，因而兩人關係開始轉趨緊張。
11月18日，於和田態度軟化之下，天狼象徵仍然由加藤策騎出戰府中三歲錦標，本次比賽其發揮優秀，最終以頸位擊敗對手再度奪得冠軍。

### 4歲（現3歲）
進入1985年，和田和二本柳的關係再度惡化，脾氣一向火爆的和田於突然3月中旬宣佈將其轉移至美浦訓練中心之畠山重則馬房，此時二本柳陣營則以往後拒收任何和象徵牧場有關馬匹的宣言作回應。由於此事件爲馬主陣營及練馬師陣營之間的衝突，且嚴重程度前所未見，因而日本練馬師會不得不出面調停，最終經過多方面協商後天狼象徵的去向爲返回二本柳馬房。
風波過後其以3月30日的若葉賞作爲年度首戰，改由岡部策騎下成功以2馬位優勢壓贏Sakura Ichimonji勝出。
其後因陣營想低調行事降低年初之風波而選擇避戰皋月賞，改爲直接出戰東京優駿，再度由加藤執繮。本次比賽由於皋月賞冠軍美浦新山骨折缺席，其成功奪得第一人氣。比賽開始後，其處於有利位置穩定追走，通過最後彎道時候騎師加藤爲避開泥濘的內欄位置，選擇指揮天狼象徵抽出大外檔望空加速。進入直路後，其憑借優秀的速度成功超越前方賽駒，及後於和Suda Hawk進行的纏鬥中獲勝，最終以3馬位優秀壓贏對手取得首個一級賽冠軍。
贏得東京優駿後陣營宣佈將安排其前方歐洲進行長期遠征，並暫時轉入當地練馬師的馬房。
7月27日於英國出戰其遠征的首戰英皇佐治六世及皇后伊利沙伯鑽石錦標，但於其中僅跑獲第八。
其後轉戰德國及法國，出戰巴登大賽、奧蘭治太子錦標及法國聖烈治大賽，分別獲得第四、第六及第三。

### 5歲（現4歲）
1986年其以希度華大賽作爲年度首戰，跑獲第五的成績。
其後於春季餘下時間出戰斯式錦標及米蘭大賽，分別獲得第五及第三。
短暫放草後出戰拜倫錦標雖然僅獲得第四，但其後於福伊錦標獲得亞軍。
10月5日出戰凱旋門大賽，但於其中以第十四完賽，其後出戰巴黎市議會大賽亦僅得第四。

### 6歲（現5歲）
1987年出戰艾蒙巴克大賽、夏葛特錦標及根利錦標，分別獲得第四、第八及第七後便返回日本。
回國後返回二本柳馬房作挑戰，並以每日王冠作爲首戰，但於其中僅獲第八。
其後出戰秋季天皇賞，完全未能衝出之下以第九完賽。

### 7歲（現6歲）
進入1988年其繼續現役，但於本年度戰績並不佳，較好成績爲於夏季的公開賽青函隧道開通紀念及秋季的每日王冠取得亞軍。
10月30日其於出戰秋季天皇賞獲得第七後被發現骨折，陣營隨即宣佈安排其退役。

### 詳細賽績
| 日期       | 舉辦國家 | 馬場     | 距離   | 級別 | 賽事名稱                           | 負重 | 騎師     | 出馬 | 馬號     | 名次 | 時間   | 頭馬（二馬）         |
| ---------- | -------- | -------- | ------ | ---- | ---------------------------------- | ---- | -------- | ---- | -------- | ---- | ------ | -------------------- |
| 16/9/1984  | 日本     | 中山     | 草1600 |      | 3歲新馬                            | 53   | 加藤和宏 | 9    | 8        | 1    | 1:37.1 | （Takano Minobu）    |
| 29/9/1984  | 日本     | 中山     | 草1600 | OP   | 芙蓉特別                           | 52   | 加藤和宏 | 10   | 3        | DQS  | DQS    | Bingo Timur          |
| 27/10/1984 | 日本     | 東京     | 草1600 | OP   | 銀杏特別                           | 52   | 加藤和宏 | 9    | 6        | 2    | 1:34.8 | Road Quilter         |
| 18/11/1984 | 日本     | 東京     | 草1800 | OP   | 府中三歲錦標                       | 53   | 加藤和宏 | 7    | 4        | 1    | 1:50.1 | （Sakura Ichimonji） |
| 30/3/1985  | 日本     | 中山     | 草2200 | OP   | 若葉賞                             | 55   | 岡部幸雄 | 8    | 6        | 1    | 2:16.2 | （Marron Couchette） |
| 26/5/1985  | 日本     | 東京     | 草2400 | GI   | 東京優駿                           | 57   | 加藤和宏 | 26   | 16       | 1    | 2:31.0 | （Suda Hawk）        |
| 27/7/1985  | 日本     | 雅士谷   | 草2400 | GI   | 英皇佐治六世及皇后伊利沙伯鑽石錦標 | 54.5 | 岡部幸雄 | 12   | 記錄缺失 | 8    | 2:27.6 | Petoski              |
| 1/9/1985   | 西德     | 巴登巴登 | 草2400 | GI   | 巴登大賽                           | 55   | 岡部幸雄 | 7    | 記錄缺失 | 4    | 2:37.8 | Gold and Ivory       |
| 15/9/1985  | 法國     | 隆尚     | 草2000 | GIII | 奧蘭治太子錦標                     | 58   | 李格力   | 6    | 2        | 6    | 2:12.0 | CariellorRomido      |
| 27/10/1985 | 法國     | 隆尚     | 草3100 | GI   | 法國聖烈治大賽                     | 56   | 巫斯義   | 12   | 7        | 3    | 3:22.7 | Mersey               |
| 20/4/1986  | 法國     | 隆尚     | 草2400 | GIII | 希度華大賽                         | 58   | 巫斯義   | 6    | 6        | 5    | 2:57.6 | Baby Turk            |
| 6/5/1986   | 法國     | 隆尚     | 草2000 |      | 斯式錦標                           | 55   | 巫斯義   | 5    | 4        | 3    | 2:17.1 | Tilt                 |
| 8/6/1986   | 意大利   | 聖錫羅   | 草2400 | GI   | 米蘭大賽                           | 60   | 巫斯義   | 9    | 記錄缺失 | 5    | 2:29.3 | Tommy Way            |
| 16/8/1986  | 法國     | 隆尚     | 草2000 | GIII | 拜倫錦標                           | 54.5 | 李格力   | 10   | 6        | 4    | 2:06.5 | Over the Ocean       |
| 14/9/1986  | 法國     | 隆尚     | 草2400 | GIII | 福伊錦標                           | 56   | 費柏龍   | 6    | 1        | 2    | 2:38.7 | Mersey               |
| 5/10/1986  | 法國     | 隆尚     | 草2400 | GI   | 凱旋門大賽                         | 59   | 費柏龍   | 15   | 8        | 14   | 2:27.7 | 勇舞                 |
| 19/10/1986 | 法國     | 隆尚     | 草2400 | GII  | 巴黎市議會大賽                     | 57   | 費柏龍   | 10   | 2        | 4    | 2:35.1 | Altayan              |
| 28/3/1987  | 法國     | 聖格盧   | 草1600 | GIII | 艾蒙巴克大賽                       | 56   | 費柏龍   | 11   | 5        | 4    | 1:53.7 | Highest Honor        |
| 12/4/1987  | 法國     | 隆尚     | 草2000 | GII  | 夏葛特錦標                         | 56   | 費柏龍   | 13   | 7        | 8    | 2:08.1 | Grand Pavois         |
| 2/5/1987   | 法國     | 隆尚     | 草2100 | GI   | 根利錦標                           | 58   | 費柏龍   | 10   | 6        | 7    | 2:15.1 | 三連圖               |
| 11/10/1987 | 日本     | 東京     | 草1800 | GII  | 毎日王冠                           | 59   | 加藤和宏 | 12   | 1        | 8    | 1:47.0 | Dyna Actress         |
| 1/11/1987  | 日本     | 東京     | 草2000 | GI   | 秋季天皇賞                         | 58   | 加藤和宏 | 14   | 5        | 9    | 2:01.4 | Nippo Teio           |
| 7/8/1988   | 日本     | 函館     | 草1800 |      | 青函隧道開通紀念                   | 58   | 加藤和宏 | 8    | 3        | 2    | 1:46.3 | Bold Northman        |
| 21/9/1988  | 日本     | 函館     | 草2000 | GIII | 函館記念                           | 59   | 加藤和宏 | 14   | 4        | 4    | 1:59.0 | Soccer Boy           |
| 9/10/1988  | 日本     | 東京     | 草1800 | GII  | 毎日王冠                           | 59   | 加藤和宏 | 11   | 7        | 2    | 1:49.4 | 小栗帽               |
| 30/10/1988 | 日本     | 東京     | 草2000 | GI   | 秋季天皇賞                         | 58   | 加藤和宏 | 13   | 10       | 7    | 2:00.3 | 玉藻十字             |

## 退役後
退役後，天狼象徵成爲了配種馬，於北海道門別町（今日高町）育馬者Stallion Station休養，於1989年進行配種。首匹子嗣於1990年出生，可於1992年出賽。
1996年由配種馬退役，被轉移至同町的沖田牧場進行養老生活。
2012年4月8日，其因衰老以30歲數高齡死亡。

## 血統表
父系Mogami爲法國賽駒，生涯戰績不佳，退役後被目白牧場引入日本作配種馬之用。祖父利法爾爲美國生產的法國賽駒，出自著名種馬北地舞人系，生涯亦僅得一敗，退役後亦成爲歐洲著名種馬，現以成爲一支獨立系統。
母系Sweet Epsom爲日本馬匹，生涯無任何出賽紀錄。外祖父巴索隆爲愛爾蘭生產的英國賽駒，雖然生涯戰績不佳，但配種戰績極爲優秀，後被象徵牧場引入至日本進行配種，成爲日本拜耶爾土耳其系馬匹的先祖。

### 血統表
| 父線：利法爾系（北地舞人系）        |                          |                |                |
| 種馬 Mogami 1976年（棕色）          | 利法爾 1969年（棗色）    | 北地舞人       | 新北區         |
| 種馬 Mogami 1976年（棕色）          | 利法爾 1969年（棗色）    | 北地舞人       | Natalma        |
| 種馬 Mogami 1976年（棕色）          | 利法爾 1969年（棗色）    | Goofed         | Court Martial  |
| 種馬 Mogami 1976年（棕色）          | 利法爾 1969年（棗色）    | Goofed         | Barra          |
| 種馬 Mogami 1976年（棕色）          | No Luck 1968年（深棗色） | Lucky Debonair | Vertex         |
| 種馬 Mogami 1976年（棕色）          | No Luck 1968年（深棗色） | Lucky Debonair | Fresh as Fresh |
| 種馬 Mogami 1976年（棕色）          | No Luck 1968年（深棗色） | No Teasing     | Palestinian    |
| 種馬 Mogami 1976年（棕色）          | No Luck 1968年（深棗色） | No Teasing     | No Fiddling    |
| 繁殖雌馬 Sweet Epsom 1976年（棗色） | 巴索隆 1960年（棗色）    | Milesian       | My Babu        |
| 繁殖雌馬 Sweet Epsom 1976年（棗色） | 巴索隆 1960年（棗色）    | Milesian       | Oatf Lake      |
| 繁殖雌馬 Sweet Epsom 1976年（棗色） | 巴索隆 1960年（棗色）    | Paleo          | Pharis         |
| 繁殖雌馬 Sweet Epsom 1976年（棗色） | 巴索隆 1960年（棗色）    | Paleo          | Calonice       |
| 繁殖雌馬 Sweet Epsom 1976年（棗色） | Shiretoko                | Takawalk       | 天才舞者       |
| 繁殖雌馬 Sweet Epsom 1976年（棗色） | Shiretoko                | Takawalk       | Ampola         |
| 繁殖雌馬 Sweet Epsom 1976年（棗色） | Shiretoko                | Pochette       | Worden         |
| 繁殖雌馬 Sweet Epsom 1976年（棗色） | Shiretoko                | Pochette       | Diplomatic Bag |
| 雌系：號族：13-e                    |                          |                |                |
| 五代內近親交配：天才舞者 4×5        |                          |                |                |

## 命名由來
名字中，Sirius（シリウス）意思就是天狼星，香港因字數限制，翻譯成「天狼」，Symboli（シンボリ）就是馬主和田共弘的冠名，出自其所經營的象徵牧場之名字。

## 外部連結
- 天狼象徵 netkeiba.com （页面存档备份，存于）
- 血統表 （页面存档备份，存于）